# Fried Jenő
Fried Jenő (Nagyszombat, 1900. március 13. – Brüsszel, 1943. augusztus 17.) politikus, újságíró.

## Élete
Zsidó kereskedő családban született. Szülei Fried Emil és Neubauer Jeanette voltak.
Besztercebányán tanult. Középiskoláit 1917-ben fejezte be és vegyészmérnöki szakra iratkozott be a budapesti Műszaki Főiskolára. Csatlakozott a Magyar Tanácsköztársasághoz, majd 1919-ben a megtorlás elől Kassára menekült. A Kassai Munkás belpolitikai rovatának vezetője, 1924-től főszerkesztője lett. Ekkor illegálisan Moszkvába utazott, hogy részt vegyen a Kommunista Internacionálé 5. kongresszusán. Hazatérése után 2 évi börtönre ítélték. 1927-ben megnősült és a csehországi Vorwärtz szerkesztője lett.
Elkötelezett sztálinistaként 1928-tól a CsKP-n belüli "megtisztulásért" volt felelős, majd 1929-ben a Szovjetunióba távozott és 1931-ig a Komintern apparátusában a Kun Béla vezette Agitációs és Propagandaosztályon dolgozott. 1930-tól a Francia Kommunista Pártra ügyelt, majd 1931-ben Franciaországba utazott, ahol 1939-ig a Kominternt képviselte a Francia Kommunista Párt mellett. Nagy szerepe volt a népfront eszméjének elfogadtatásában. 1938-ban Alpári Gyulának segédkezett az Inprekorr szerkesztésében.
A második világháború kitörésekor a szovjetek nem voltak ellenségesek a Német birodalommal, hanem továbbra is a helyi osztályharcot hirdette. Emiatt Franciaországban a kommunista pártot betiltották, így 1939-ben a Komintern képviselőjeként Belgiumba költözött, ahol a Le Monde főszerkesztőjeként dolgozott. A Szovjetunió megtámadása után a nyugati ügynököket ellenállásra szólították fel. A nyugati szovjet hírszolgálat a Vörös Zenekar rádióállomás volt, amit azonban számos ügynökkel együtt a Gestapo leleplezett és felszámolt.
Tisztázatlan körülmények között, de inkognitóban maradva meggyilkolták. 1921-től a Csehszlovák Kommunista Párt alapító tagja volt. 1932-ben Ana Pauker későbbi romániai külügyminisztertől született Mária Birnbaum (1932-2020) lánya.

## Művei
Moszkvai útjáról tudósított a Komáromi Lapokban